# Слава Камінська
Слава Камінська (справжнє ім'я — Ольга Віталіївна Кузнєцова, нар. 16 липня 1984, Одеса, УРСР) — українська співачка, учасниця жіночого попгурту неАнгели (з 2006 року), дизайнерка та інста-блогерка. Володіє колоратурним контральто.

## Життєпис
Слава Камінська народилася в Одесі 16 липня 1984 року. У дитинстві займалася вокалом і акробатикою. Після закінчення школи вступила до Київського національного університету культури і мистецтв, де здобула диплом викладачки з вокалу.
Після закінчення університету брала участь в реаліті-шоу «Острів спокус» (2005) з Андрієм Скориним, з яким разом вчилася в університеті, з ним же взяла участь у телепроєкті «Народний артист».
27 червня 2012 року Слава Кузнєцова одружилася з київським бізнесменом Євгеном. Через рік пара оголосила про розлучення.
16 липня 2014 року одружилася з пластичним хірургом Едгаром Камінським. 12 грудня 2014 року народила сина Леонарда, а 6 грудня 2015 року — дочку Лауру.
У 2018 році взяла участь у танцювальному проєкті на телеканалі 1+1 «Танці з зірками» в парі із Ігорем Кузьменком. Через важку травму Слави пару було дискваліфіковано після першого прямого ефіру.
У 2019 році Слава та Едгар Камінські оголосили про розлучення.
У 2021 році Камінська випустила першу україномовну пісню «Подзвони».

## Творчість

### В гуртінеАнгелы
16 липня 2006 року Слава Камінська і Вікторія Сміюха стали учасницями попгурту неАнгелы, створеного продюсером Юрієм Нікітіним. Дебютним синглом стала пісня «Ти з тих самих», а вже в грудні група випустила дебютний альбом «Номер один», який розійшовся тиражем в 50 000 примірників і став «Золотим диском».
У серпні 2008 року гурт презентував кліп з переможницею «Євробачення 1998», травесті-дівою Дана Інтернешнел на пісню «I Need Your Love».
У 2009 році вийшов сингл «Червона шапочка». У 2010 році — сингл «Отпусти».
Навесні 2013 року гурт брав участь в українському відборі на Євробачення-2013 з піснею «Courageous», яку написав Олександр Бард — учасник і засновник проєктів Army of Lovers, Vacuum, Gravitonas, BWO (Bodies Without Organs). 31 травня 2013 року відбувся перший сольний концерт гурту в честь його сьомого дня народження.
У вересні 2013 року вийшов другий альбом гурту «Роман», з першого тижня посівши лідируючі місця на iTunes. У цьому ж році гурт представив дуетну пісню з групою A-dessa — «Бузок». У 2014 році вийшли сингли «По клеточкам» і «Знаешь».
У лютому 2015 року гурт вирушив в концертний тур «DANCE ROMANCE TOUR», після чого в травні-червні проїхалася по містах України з великим туром «РОМАН» c розширеної музичною програмою в супроводі живих музикантів. 17 липня 2015 року відбулася прем'єра синглу «Серце».
У 2016 році взяли участь у національному відборі України для Євробачення 2016, але в фіналі відбору не набрали достатньої кількості голосів, щоб представляти країну на конкурсі.
12 травня 2016 року в київському Палаці спорту на концерті, присвяченому десятиріччю групи, відбулася презентація альбому «Серце». На підтримку альбому група вирушила у масштабний всеукраїнський тур «СЕРЦЕ».
Восени 2016 року відбулася прем'єра синглу та відеокліпу «Серёжа». Навесні 2017 група презентувала пісню «Точки», а восени вирушила в тур по 25 містах України «SLAVAVICTORIA». В кінці 2017 року група презентувала кліп «Это любовь»

### Сольна кар'єра— SLAVA KAMINSKA
У 2016 році Камінська на київському концерті в Палаці спорту в рамках туру «СЕРЦЕ» презентувала пісню «Скучаю», авторкою якої є Олена Мельник. 25 вересня Камінська оголосила про початок сольної кар'єри і представила пісню «Хорошо», автором якої є Артем Іванов.

## Телевізійні проєкти
У 2018 році Слава Камінська стала учасницею проєкту «Танці з зірками» на телеканалі 1 + 1. Партнером співачки став переможець 2017 року Ігор Кузьменко. Напередодні старту шоу під час однієї з репетицій Камінська отримала травму спини, яка не дозволила їй вийти на паркет. Офіційний діагноз — перелом двох поперечних відростків. У другому прямому ефірі «Танців з зірками» Камінська виконала пісню «Скучаю», після чого залишила проєкт.

## Акторська кар'єра
| Рік  |   | Українська назва | Оригінальна назва | Роль                |
| ---- | - | ---------------- | ----------------- | ------------------- |
| 2019 | ф | «Продюсер»       | -                 | Директорка компанії |
| 2020 | ф | «Гола правда»    | -                 | Свєта               |

## Дискографія

### Альбоми
неАнгелы
| 2006 — «Номер один» | 2006 — «Номер один»   | 2006 — «Номер один» |
| #                   | Назва                 | Тривалість          |
| ------------------- | --------------------- | ------------------- |
| 1.                  | «Ты из тех самых»     | 3:18                |
| 2.                  | «Танцуй со мной»      | 3:31                |
| 3.                  | «Я знаю, это ты»      | 3:33                |
| 4.                  | «Только люби»         | 3:59                |
| 5.                  | «Диско»               | 3:38                |
| 6.                  | «Сто одиноких свечей» | 3:28                |
| 7.                  | «Перелётные птицы»    | 3:39                |
| 8.                  | «Прощай, любимый мой» | 3:36                |
| 9.                  | «Чарами»              | 3:38                |
| 10.                 | «Boy»                 | 2:54                |
| 11.                 | «Юра, прощай»         | 3:38                |

| 2013 — «Роман» | 2013 — «Роман»           | 2013 — «Роман» |
| #              | Назва                    | Тривалість     |
| -------------- | ------------------------ | -------------- |
| 1.             | «По клеточкам»           | 3:46           |
| 2.             | «Твоя»                   | 3:32           |
| 3.             | «Киев-Москва»            | 3:24           |
| 4.             | «Красная Шапочка»        | 2:53           |
| 5.             | «Роман»                  | 4:11           |
| 6.             | «Только бы ты был»       | 3:05           |
| 7.             | «Убей меня»              | 3:29           |
| 8.             | «Играть с любовью»       | 2:31           |
| 9.             | «Отпусти»                | 4:05           |
| 10.            | «Сирень (Feat. A-DESSA)» | 3:27           |
| 11.            | «Просто скажи»           | 3:23           |

| 2016 — «Сердце» | 2016 — «Сердце»                                | 2016 — «Сердце» |
| #               | Назва                                          | Тривалість      |
| --------------- | ---------------------------------------------- | --------------- |
| 1.              | «Higher»                                       | 3:00            |
| 2.              | «По клеточкам»                                 | 3:46            |
| 3.              | «Твоя»                                         | 3:32            |
| 4.              | «Ты из тех самых»                              | 3:20            |
| 5.              | «Сердце»                                       | 4:05            |
| 6.              | «Ревную»                                       | 3:29            |
| 7.              | «Я так скучаю»                                 | 3:28            |
| 8.              | «Роман (Acoustic Version)»                     | 4:08            |
| 9.              | «Знаешь»                                       | 3:21            |
| 10.             | «Юра, прощай»                                  | 3:39            |
| 11.             | «Отпусти»                                      | 4:05            |
| 12.             | «Сирень (feat. A-Dessa) (remix)»               | 3:21            |
| 13.             | «Я знаю, это ты»                               | 3:33            |
| 14.             | «I need a man (I need your love Version 2015)» | 3:21            |
| 15.             | «С днём рождения»                              | 3:12            |

### Сингли
SLAVA KAMINSKA
- 2016 — «Скучаю»
- 2017 — «Хорошо»
- 2022 — «Додому»

## Відеографія
| Рік  | Кліп                                           | Режисер                                         | Альбом       |
| ---- | ---------------------------------------------- | ----------------------------------------------- | ------------ |
| 2006 | «Ты из тех самых»                              | Олександр Ігудін                                | «Номер один» |
| 2006 | «Юра, прости»                                  | Олександр Філатович                             | «Номер один» |
| 2007 | «Boy»                                          | Євген Тимохін                                   | «Номер один» |
| 2007 | «Я знаю, это ты»                               | Алан Бадоєв                                     | «Номер один» |
| 2008 | «Шуры-муры»                                    | Семен Горов                                     | TBA          |
| 2008 | «I Need Your Love» (feat. Дана Інтернешнел)    | Віктор Скуратовський                            | TBA          |
| 2009 | «Красная шапочка»                              | Олександр Філатович                             | «Роман»      |
| 2010 | «Отпусти»                                      | Алан Бадоев                                     | «Роман»      |
| 2010 | «Убей меня»                                    | Сергій Ткаченко                                 | «Роман»      |
| 2011 | «Только бы ты был»                             | Дмитро Перетрутов                               | «Роман»      |
| 2011 | «Киев-Москва»                                  | Сергій Ткаченко                                 | «Роман»      |
| 2012 | «Твоя»                                         | Сергій Ткаченко                                 | «Роман»      |
| 2012 | «Сирень» (feat. A-Dessa)                       | Олег Борщевський                                | «Роман»      |
| 2013 | «Роман»                                        | Семен Горов                                     | «Роман»      |
| 2013 | «По клеточкам»                                 | Тарас Воробець                                  | «Роман»      |
| 2014 | «Знаешь»                                       | Сергій Ткаченко                                 | «Сердце»     |
| 2015 | «Сердце»                                       | Сергій Ткаченко                                 | «Сердце»     |
| 2016 | «Ты летилетили»                                | Сергій Ткаченко, Val Voronenko, Віталій Правдин | TBA          |
|      | «Серёжа»                                       | Сергій Ткаченко                                 |              |
| 2017 | «Точки»                                        |                                                 |              |
|      | «Это любовь»                                   |                                                 |              |
| 2020 | Гола правда повнометражна комедія; повія Свєта | Олександр Бєляк                                 | Kinomania    |

## Нагороди
неАнгелы
| Рік  | Премія                      | Категорія                                  | Результат |
| ---- | --------------------------- | ------------------------------------------ | --------- |
| 2006 | Радіо «Шарманка»            | «Золота шарманка» (за пісню «Юра, прости») | Перемога  |
| 2006 | Пісня року телеканалу Інтер | «Пісня року» (за пісню «Юра, прости»)      | Перемога  |
| 2013 | Пісня року телеканалу Інтер | «Пісня року» (за пісню «Роман»)            | Перемога  |
| 2014 | YUNA                        | «Кращий гурт»                              | Номінація |
| 2015 | YUNA                        | «Кращий гурт»                              | Номінація |
| 2017 | Музична Платформа           | За пісню «Серёжа»                          | Перемога  |